# Musée archéologique et paléontologique de Pubenza
Le musée archéologique et paléontologique de Pubenza est un musée colombien situé dans la municipalité de Tocaima, dans le département de Cundinamarca. Il est consacré à l'archéologie et à la paléontologie et expose des pièces trouvées sur un site appelé Pubenza et découvert en 1973.
Le musée a été inauguré en janvier 2007.